# Hiroshi Aoyama

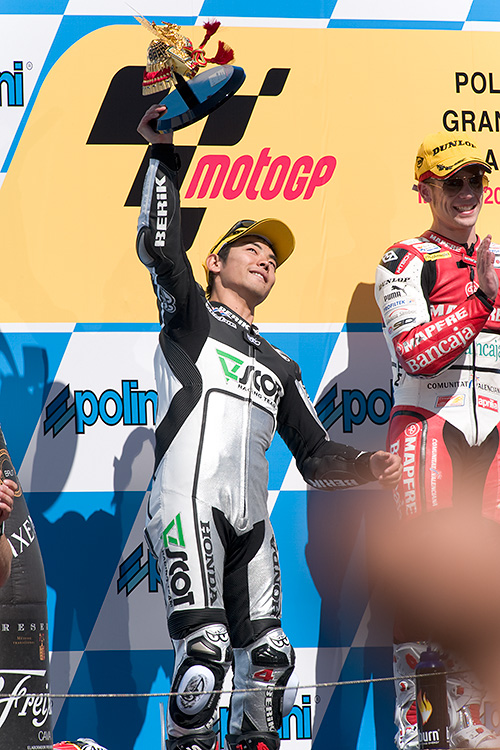
Aoyama 2009

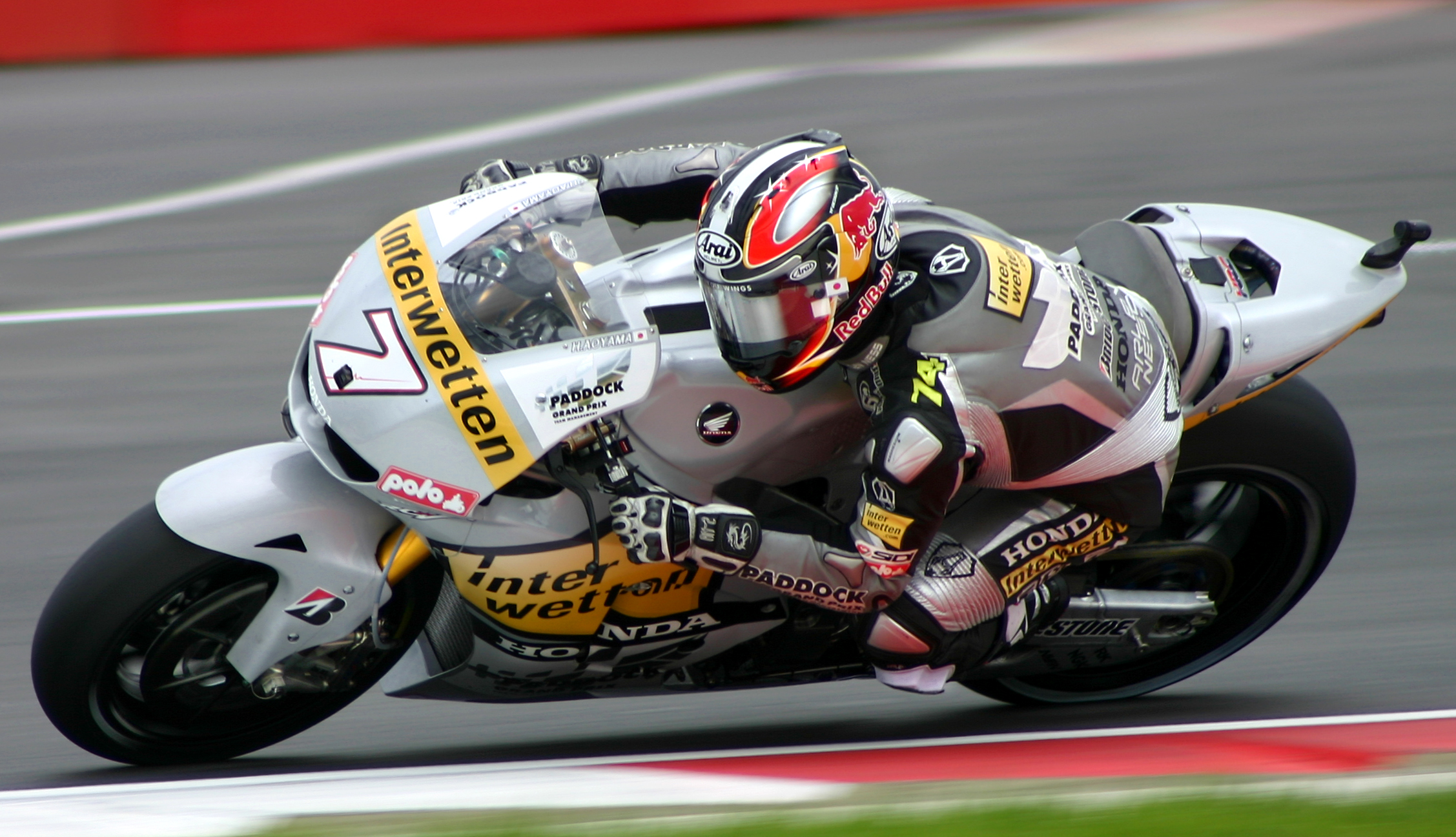
Aoyama in de MotoGP (2010)

Hiroshi Aoyama (Japans: 青山 博一, Aoyama Hiroshi) (Ichihara, 25 oktober 1981) is een Japans motorcoureur.
Aoyama reed zijn eerst Grand Prix in 2000 in het wereldkampioenschap wegrace als wildcardrijder in de 250cc-klasse tijdens de Grand Prix van de Pacific. In 2003 stond hij, wederom als wildcardrijder, op poleposition tijdens de Grand Prix van Japan en werd hij in de race tweede achter Manuel Poggiali en eindigde met twee gereden races vijftiende in het algemeen klassement. 
Het eerste volledige seizoen reed Aoyama in 2004 op Honda en werd daarmee zesde in het algemeen klassement van de 250cc-klasse. In het 2009 werd hij met Honda wereldkampioen in de 250 cc en daarmee laatste kampioen in de kwartliterklasse geschiedenis. 
Aoyama stapte in 2010 over naar de MotoGP en reed op Honda voor het Interwetten Honda MotoGP Team. Na twee jaar in de MotoGP, maakte hij in 2012 de overstap naar het wereldkampioenschap superbike om voor het Honda World Superbike Team te rijden. In 2013 gaat hij echter weer terug naar de MotoGP, waar hij uit zal komen voor Avintia Blusens.